# 제안 황씨
제안 황씨(齊安黃氏)는 황해북도 황주군을 관향으로 삼는 한국의 성씨이다.

## 역사
시조 황을구(黃乙耉)가 고려조에 소윤(少尹)과 이조참의(吏曹參議)를 역임하였고 조선 태조조에 제안군(齊安君)에 봉해졌다고 한다.
황을구가 창원 황씨 공희공파 파조인 황석기(黃石奇, ? ~ 1364년)의 5세손이라는 주장도 있으나, 고려사에 척준경(拓俊京)의 처 황씨(黃氏)가 1126년 제안군대부인(齊安郡大夫人)이 되었다고 기록되어 있는 등 황석기 이전에도 토착 제안 황씨가 있었다.
고려사 열전에 황주 황씨(黃州 黃氏) 황주량(黃周亮)이 1004년(고려 목종 7년) 과거에 장원급제하여 1034년(덕종 3) 정당문학(政堂文學)에 임명되고, 참지정사(參知政事)·문하시랑평장(門下侍郎平章事)을 역임하였으며, 1043년(정종 9) 추충진절문덕광국공신(推忠盡節文德匡國功臣)으로 수태보 겸문하시중 판상서이부사에 올랐다고 기록되어 있다.

## 인물
- 황순승(黃順承) : 영조 때 경릉참봉(敬陵參奉), 사도서직장(司導署直長)과 전생서직장(典牲暑直長)을 지냈다.
- 황에스터(黃Esther) : 일제강점기의 독립운동가이다.
- 황순원(黃順元) : 금관문화문장을 서훈했다.
- 황장엽(黃長燁) : 북한의 정치인이다.
- 황호철 (黃乎喆):  前 크로스컨트리 스키, 前 바이애슬론 선수이다. 크로스컨트리 청소년 국가대표, 국가대표 상비군, 제29회 크라스노야르스크 동계유니버시아드 대회 국가대표이다.

## 본관
제안(齊安)은 황해도 황주(黃州)의 별호이다. 고구려 때는 동홀(冬忽)이었다. 757년(신라 경덕왕 16)에 취성군(取城郡)으로 개칭되었고, 고려 초에 황주(黃州)라 하였으며, 983년(성종 2) 목을 두었고, 993년(성종 12) 절도사를 두었으며 천덕군(天德郡)이라 하여 관내(關內)에 속하였다. 1012년(현종 3) 안무사(按撫使)를 두었다가 다시 목으로 고쳐 서해도(西海道)에 속하였으며, 1217년(고종 4)에 지고령군(知固寧郡)으로 강등되었다가 후에 다시 황주목으로 환원되었다. 1269년(원종 10) 원나라의 동녕부(東寧府)에 속하고 1290년 서부면에 이관되었으며 공민왕 때 다시 서해도에 이관되었다. 세종실록지리지에 황해도 황주목의 토성(土姓)으로 윤(尹)·김(金)·백(白)·지(池)·노(盧)·동(董)·단(段)·황(黃)·최(崔)·석(石)·황보(皇甫) 11성이 기록되어 있다. 1895년(고종 32) 황주군이 되었다.

## 과거 급제자
제안 황씨는 조선시대 문과급제자 1명, 무과 급제자 2명, 사마시 14명을 배출하였다.
문과
황일룡(黃一龍)
무과
황봉조(黃鳳祚) 황정필(黃廷弼)        
생원시
황기동(黃起東) 황기로(黃起魯) 황대순(黃戴舜) 황종렬(黃鍾烈) 황풍조(黃豊祖) 
진사시
황기동(黃起東) 황기붕(黃起鵬) 황기욱(黃起頊) 황상규(黃商圭) 황석룡(黃錫龍) 
황원갑(黃元甲) 황임(黃淋) 황종덕(黃鍾悳) 황태용(黃泰鏞)  

## 인구
- 1985년 2,752명
- 2015년 3,098명

## 같이 보기
- 황주 황씨